# Pulilan
Pulilan est une municipalité de la province de Bulacan, aux Philippines.
Sa population est de 97 323 habitants au recensement de 2015 sur une superficie de 39,89 km2, subdivisée en 19 barangays.

## Barangays
Pulilan est divisée en 19 barangays:
- Balatong A
- Balatong B
- Cutcot
- Dampol 1st
- Dampol 2nd-A
- Dampol 2nd-B
- Dulong Malabon
- Inaon
- Longos
- Lumbac
- Paltao
- Peñabatan
- Población
- Santa Peregrina
- Santo Cristo
- Taal
- Tabon
- Tibag
- Tinejero

## Démographie
| Année | Habitants | Évolution |
| ----- | --------- | --------- |
| 1990  | 48 199    | -         |
| 1995  | 59 682    | +4,09%    |
| 2000  | 68 188    | +2,90%    |
| 2007  | 85 008    | +3,09%    |
| 2010  | 85 844    | +0,36%    |
| 2015  | 97 323    | +2,42%    |